# دير المحرقة

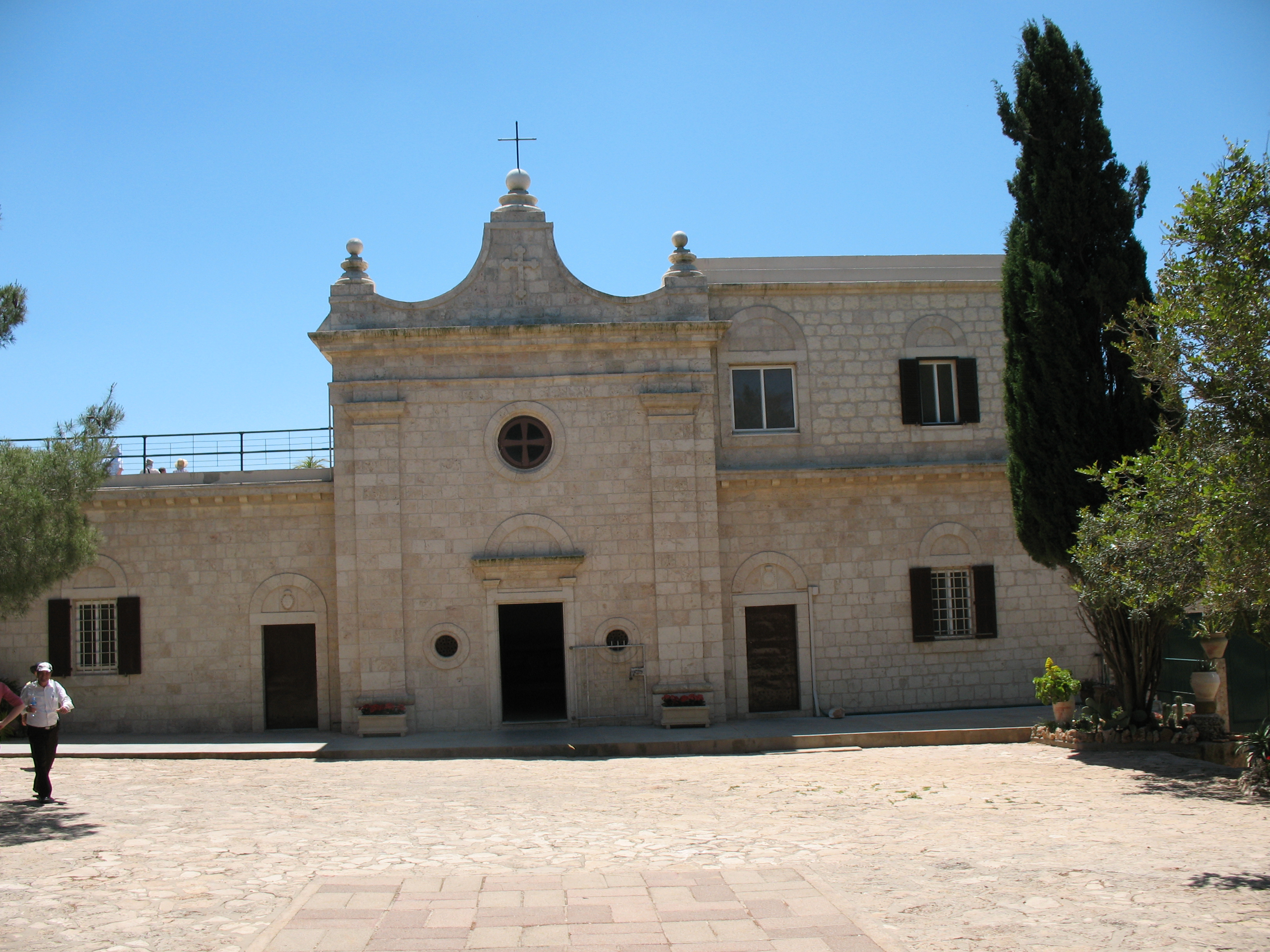
دير المحرقة في جبل الكرمل.

دير المحرقة أو دير مار إلياس هو دير كاثوليكي يقع على بعد 2 كيلو متر إلى الجنوب الشرقي من دالية الكرمل، بني في عام 1867 في موقع المعركة بين النبي إيليا وكهنة الإله بعل حسب التقاليد المسيحية، ويتبع الدير الرهبنة الكرمليَّة. ويعد النبي إيليا النبي الخضر في مذهب التوحيد الدرزي، ويعتبر موقع الدير في المعتقد الدرزي مركز المجابهة بين الخضر وأنبياء بعل وعشتروت. وهو شخصية مقدسة ومبجلة في العديد من الطوائف المسيحية ومذهب التوحيد الدرزي.

## تاريخ

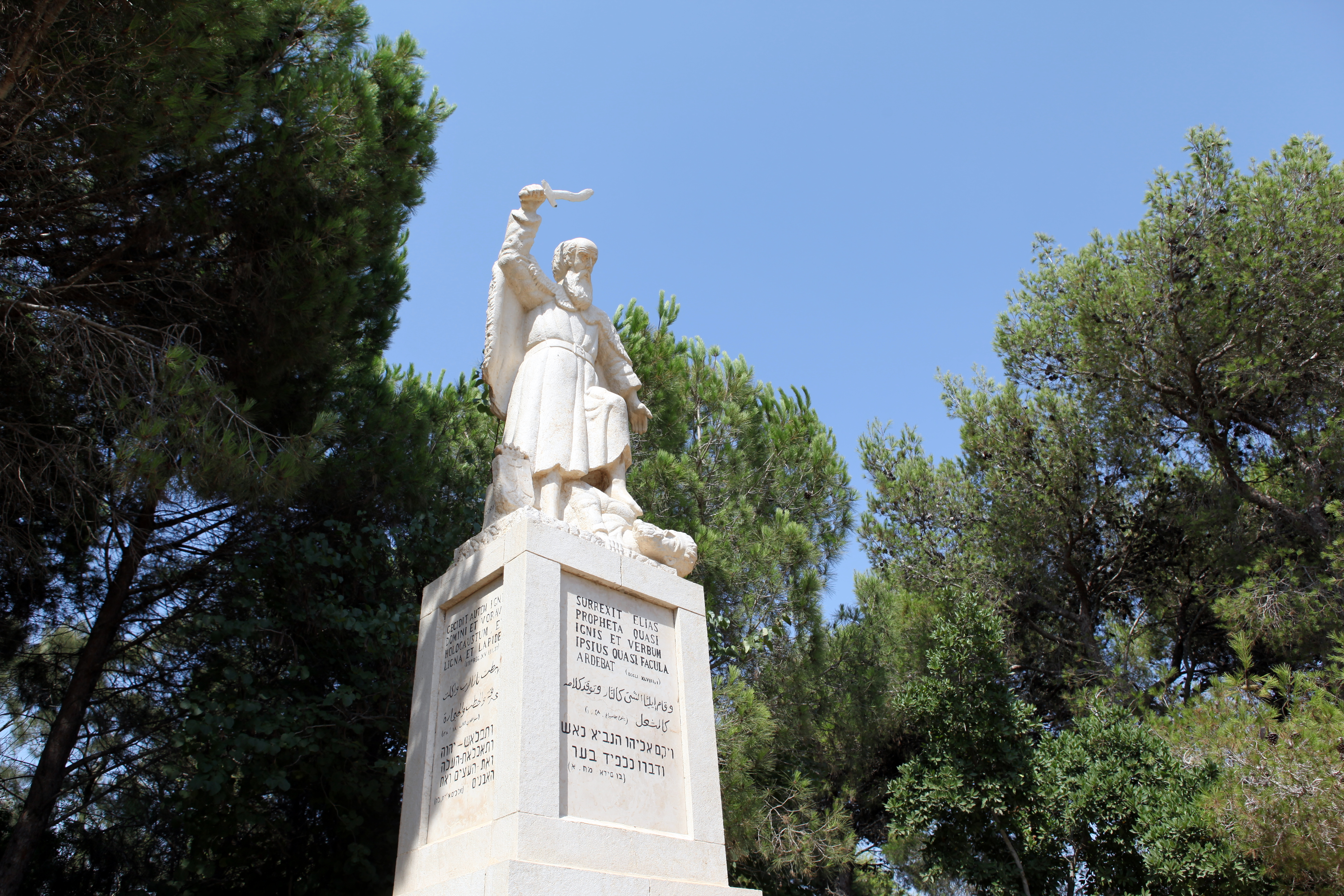
تمثال إيليا في باحة الدير.

اجتذب الموقع الحجاج اليهود والمسلمين والمسيحيين عبر التاريخ. وفقًا لشهادات مختلفة، أقدمها شهادة الحاخام بنيامين من توديلا في منتصف القرن الثاني عشر، ضم الموقع المذبح الذي أسسه إيليا بحسب التقاليد الدينية.
اشترى أعضاء من الرهبنة الكرمليَّة الموقع في منتصف القرن التاسع عشر، من بين أسباب أخرى، منها أنها كانوا يخشون أن تسبقهم الكنيسة الأرثوذكسية الشرقية بذلك. بعد جمع ما يكفي من المال، تم تكليف الراهب الكرملي جون باتيست كاسيني بالمسؤولية عن البناء. ومع ذلك، أدت سلسلة من التعقيدات والبيروقراطية وغيرها، إلى بناء كنيسة وغيرها من الهياكل فقط في عام 1867. تسببت المطالب المتكررة للسلطات العثمانية في توضيح مسألة ملكية الأرض، والخوف من انهيار المباني التي بُنيت بالفعل هناك، في مزيد من التأخير في البناء. عاش لورنس أوليفانت، والذي كان معروفًا كدبلوماسي وصحافي ومسيحي متصوف في أواخر القرن التاسع عشر مع زوجته في قرية دالية الكرمل الدرزيّة بالقرب من الموقع. وفي إحدى رسائله إلى جريدة صن، ذكر لورنس أوليفانت أنَّ الكرميليين استخدموا أيضاً الأحجار التي ربما كانت لها قيمة أثرية. لم يؤد نقد أوليفنت إلى تأخير العمل، وفي عام 1883 تم الانتهاء من بناء قلب الدير، وهي كنيسة صغيرة مخصصة للصلاة. تم احتلال المكان لأول مرة من قبل رهبان فرديين، وفي عام 1907 كانت هناك حلقة دراسية لاهوتية في الموقع. على خلفية التوتر المتزايد في المنطقة، كانت أنشطة الندوة، التي كانت موجهة أساسًا للطلاب القادمين من لبنان قصيرة. وتم تعريف الدير في عام 1911 على أنه مجتمع ضمن النظام الكرملي الكاثوليكي، ولكن تم إغلاقه عند اندلاع الحرب العالمية الأولى، اضطر الرهبان إلى المغادرة. تم تجديد الكنيسة الصغيرة في عقد 1960.